# بلورتسک (شهرستان ایگلینسکی، باشقیرستان)
بلورتسک (انگلیسی: Beloretsk, Iglinsky District, Republic of Bashkortostan) یک شهرک در شهرستان ایگلینسکی استان باشقیرستان کشور روسیه است.